# Географія Латвії

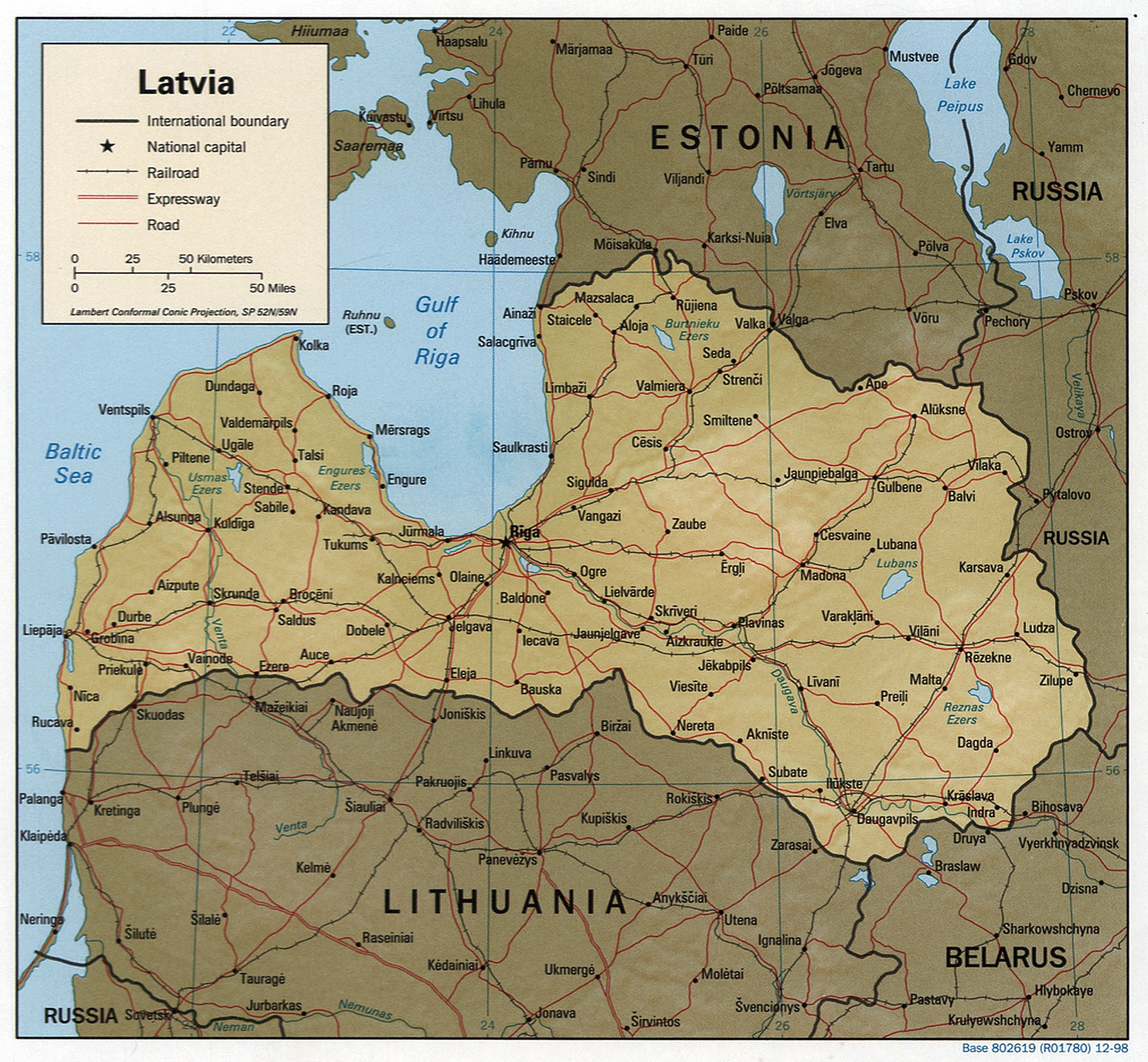
Мапа Латвії

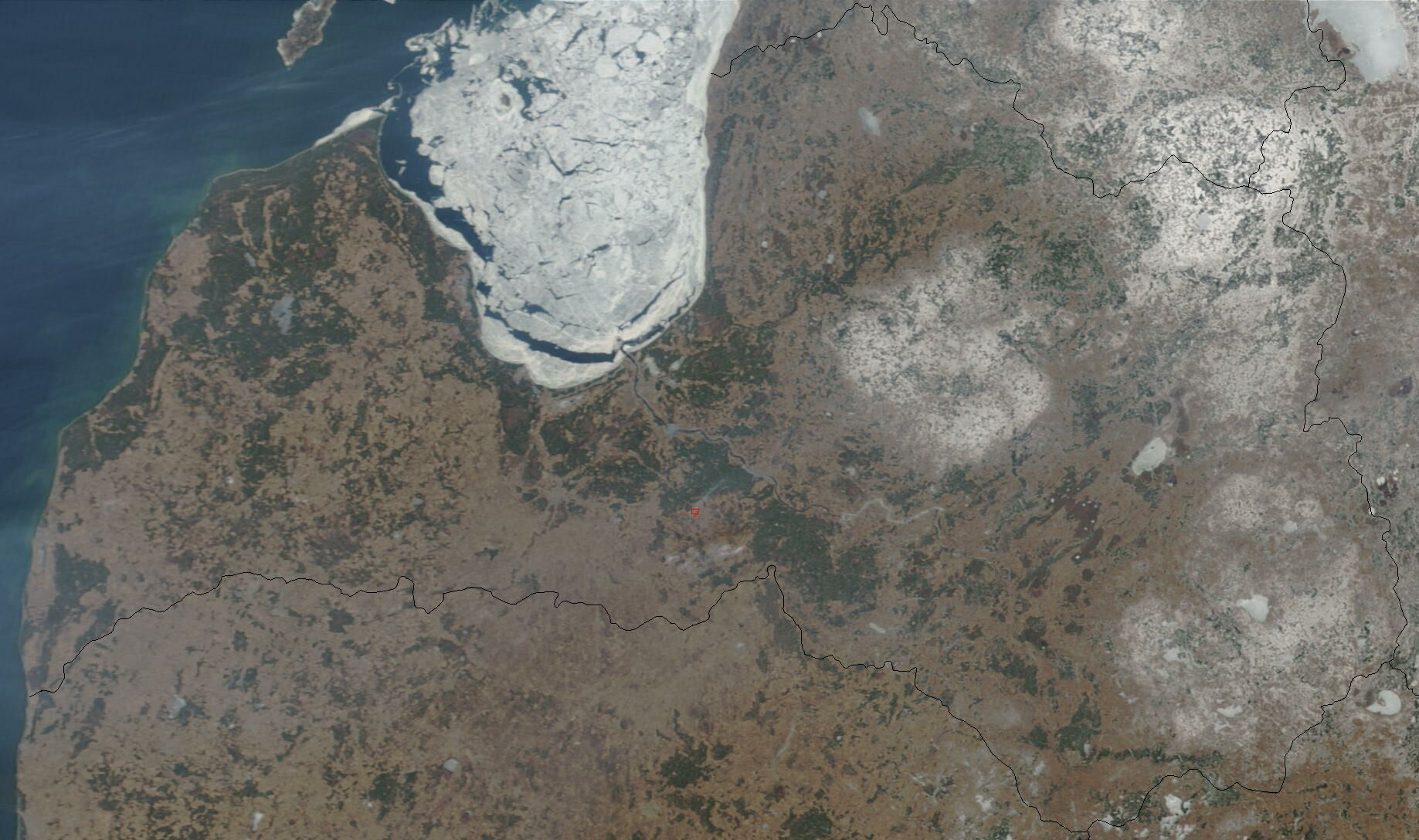
Латвія з космосу, 2003 рік

Латвія — країна у балтійському регіоні, на північному сході Європи. Латвія займає 64,589 км² території. На півночі межує з Естонією (загальний кордон — 339 км), на сході — з Росією (217 км), на півдні — з Білоруссю (141 км) і Литвою (453 км). На заході омивається Балтійським морем. Латвія розташована на крайньому заході Східно-Європейської рівнини.

## Назва
Назва країни "Латвія" (латис. Latvija) походить від назви регіону Латгалія, спочатку Lettigalli. Корінь let- пов'язаний з декількома балтійськими гідронімами; можливо назви країн Латвія і Литва мають спільне походження. Gale балтійського походження і означає земля або сухопутний кордон.

## Розташування

### Крайні пункти
- Північ: 58°05′07.3″ пн. ш. 25°11′58.1″ сх. д. / 58.085361° пн. ш. 25.199472° сх. д.
Руїенський край, на кордоні з Естонією[1],
- Південь: 55°40′29.2″ пн. ш. 26°35′48.5″ сх. д. / 55.674778° пн. ш. 26.596806° сх. д.
Даугавпілський край, на кордоні з Литвою[2],
- Захід: 56°20′38.5″ пн. ш. 20°58′14.8″ сх. д. / 56.344028° пн. ш. 20.970778° сх. д.
заповідна територія Бернаті, Ніцький край
- Схід: 56°16′47.5″ пн. ш. 28°14′26.4″ сх. д. / 56.279861° пн. ш. 28.240667° сх. д.
Зилупський край, на кордоні з Росією[3].

## Рельєф

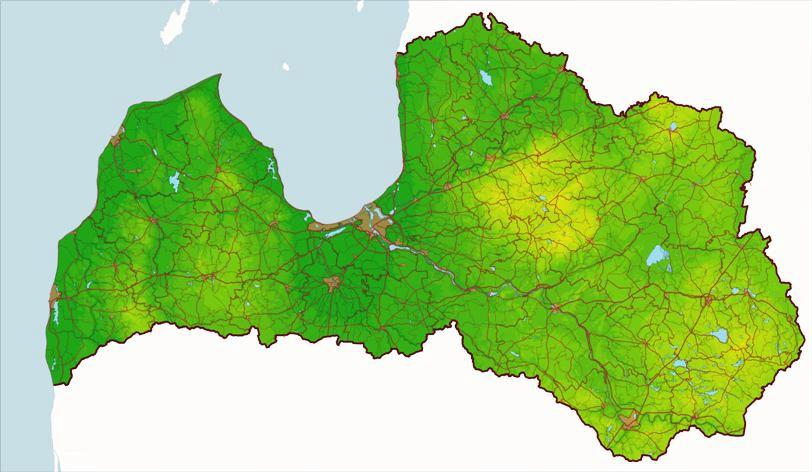
Топографічна карта Латвії

Більша частина території Латвії — моренна горбиста рівнина з висотами 200–300 м над рівнем моря. Вища точка рельєфу гора Гайзінькалнс (у Відземе) має висоту 312 м над рівнем моря. Фізіографія Латвії та сусідніх областей була утворена, значною мірою, під час льодовикового періоду плейстоцену, коли ґрунт і сміття були відтиснені льодовиками в насипи і пагорби. Холмисті рівнини вкривають 75 % території Латвії; 25 % території лежить в нагір'ях пагорбів невеликих розмірів.

## Сейсмічність
Сейсмічна активність у країн Балтії, в тому числі і Латвії, дуже незначна, для регіону вкрай нетипові землетруси магнітудою понад 3 бали. Перед цим останній землетрус неантропогенного походження фіксували на півночі Естонії у 2022 році, його магнітуда складала 2,3 бали за шкалою Ріхтера.

## Клімат
Клімат країни перехідний від морського до континентального.

## Гідрографія

### Річки

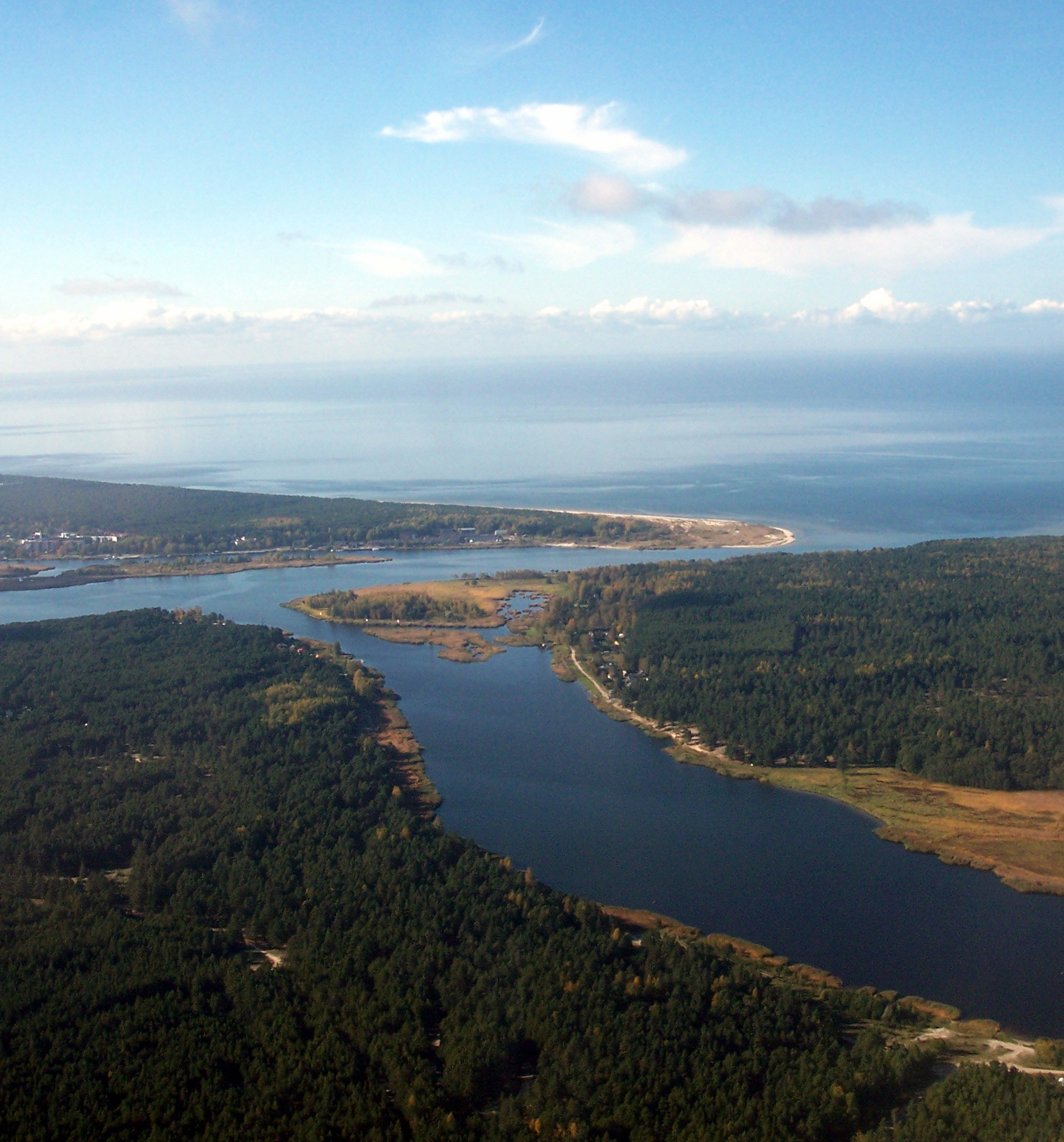
Панорама річки Лієлупе, що впадає в Ризьку затоку, в той час, як її притока Бульупе тече до Даугави на захід

Великі річки — Даугава, Лієлупе, Вента, Гауя. Загалом же на території Латвії понад 700 річок; всі вони належать до басейну Балтійського моря. Головна річка — Даугава (в Росії зветься Західна Двіна), 357 км тече територією Латвії; її довжина від джерела в Росії (Тверська область) до гирла в Ризькій затоці становить 1020 км.

### Озера

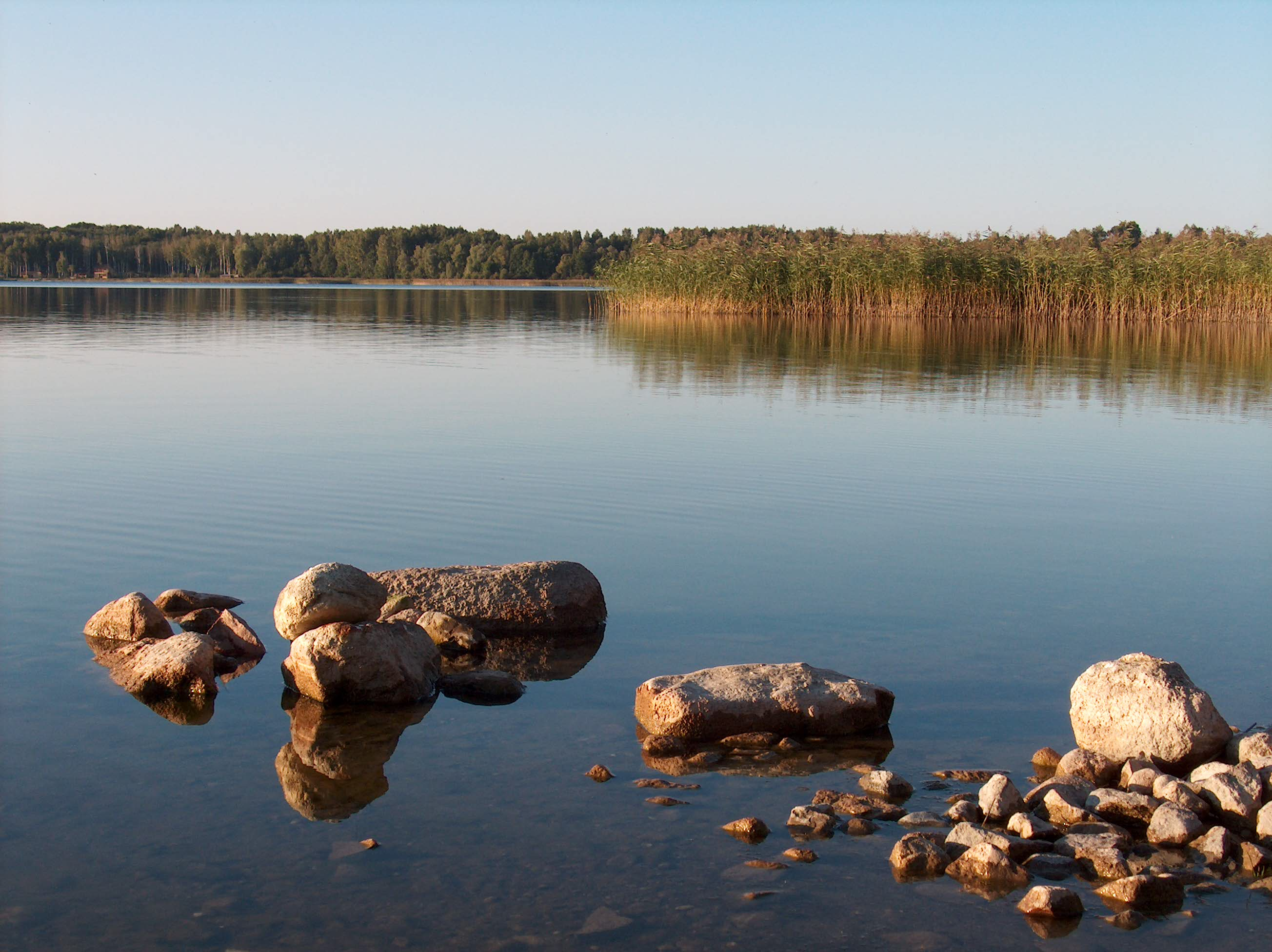
Озеро Саукас

Озера займають 1,5 % території країни, найбільші: Лубанас, Резнас і Буртнієку.

### Болота
Близько 10 % території Латвії складається з торф'яників і боліт, деякі з яких затримують ріст лісів. Дуже заболочений район озера Лубанас та нижньої течії річки Айвіексте.

## Рослинність
Ліси є помітною рисою Латвії, вкриваючи 42 % її території. Лісопромисловість і деревна продукція належить до числа найважливіших галузей експорту країни. Уздовж узбережжя переважають (67 % площі всіх лісів) хвойні ліси (сосна, ялина), в інших районах (33 % площі всіх лісів) — листяні (береза, осика, чорна і біла вільха). Одно з найпоширеніших занять населення збирання чорниці, журавлини, грибів.
По річкових долинах і на пагорбах зустрічаються (7,5 % площі країни) луки, здебільшого суходільні.

## Охорона природи
Впродовж тривалого часу, деревина була основним джерелом енергії в країні. Використання деревини як палива, різко зросла в 1990-ті роки, навіть у містах, це було зв'язано з великим подорожчанням цін на інші види енергії. Деревина також є важливим ресурсом для целюлозно-паперової промисловості та для спеціалізованої фанери і меблевих виробників. Велику заклопотаність сьогодні представляють нерегульовані рубки для зовнішнього ринку. Ціни, сплачувані європейськими покупцями деревини феноменально високі за місцевими мірками, і є багато тиску, щоб використовувати цю можливість для накопичення грошей, навіть без законних дозволів. До 1992 року проблема стала настільки серйозною, що латвійським чиновникам лісових господарств було надано право на носіння вогнепальної зброї.

## Земельний фонд
Сільськогосподарські земельні угіддя перемежено заболоченими місцевостями, озерами (особливо в Латгале) і мішаними лісами (біля морського узбережжя — сосновими). Близько 27 % загальної території країни — посівна земля. Центр Земгальської рівнини на південь від Риги є найродючішим. Три основні підвищені області, в провінціях Курземе (західна Латвія), Відземе (центральна Латвія, Відземська височина і височина Алуксне), і Латгалія (східна Латвія), забезпечують мальовничий візерунок полів, які перемежовуються з лісами та численними озерами та річками. У цій області, розлогі льодовикові морени, ози і друмліни обмежили рентабельність сільського господарства, адже фрагментують поля і загрожують серйозними проблемами череї ерозію.